# Juan Javier Estrada
Juan Javier Estrada Ruiz (Chiclana de la Frontera, 8 augustus 1981) is een Spaans wielrenner.
Hij debuteerde in 2008 op 26-jarige leeftijd als professional en reed de Vuelta uit.

## Belangrijkste overwinningen
geen

## Grote rondes
Eindklasseringen in grote rondes, met tussen haakjes het aantal etappeoverwinningen.
| Jaar | Ronde van Italië | Ronde van Frankrijk | Ronde van Spanje |
| ---- | ---------------- | ------------------- | ---------------- |
| 2008 |                  |                     | 114e             |
| 2010 |                  |                     | 92e              |